# Polymixiidae
Polymixia · Polymixiiformes, Polymixiidés, Poissons à barbe
Ordre
Famille
Genre
Les Polymixiidae (Polymixiidés en français, espèces communément appelées Poissons à barbe), sont une famille de poissons à nageoires rayonnées, la seule de l'ordre des Polymixiiformes. Elle contient un seul genre non éteint, Polymixia, actuellement pourvu de onze espèces connues.

## Habitat et répartition
Ces espèces de poissons vivent dans les eaux tropicales et subtropicales des océans Atlantique, Indien et Pacifique ouest, à des profondeurs allant de 180 à 640 m.

## Liste des espèces du genrePolymixia
Selon World Register of Marine Species (15 février 2022) :
- genre Polymixia Lowe, 1836
  - Polymixia berndti Gilbert, 1905
  - Polymixia busakhini Kotlyar, 1992
  - Polymixia fusca Kotthaus, 1970
  - Polymixia hollisterae Grande & Wilson, 2021
  - Polymixia japonica Günther, 1877
  - Polymixia longispina Deng, Xiong & Zhan, 1983
  - Polymixia lowei Günther, 1859
  - Polymixia nobilis Lowe, 1836
  - Polymixia salagomeziensis Kotlyar, 1991
  - Polymixia sazonovi Kotlyar, 1992
  - Polymixia yuri Kotlyar, 1982